# Kleine Berlin
Kleine Berlin (nem. Mali Berlin) je kompleks protiletalskih zaklonišč, ki so se uporabljala med drugo svetovno vojno v središču Trsta. Kot več drugih tovrstnih zaklonišč v mestu, je Kleine Berlin izkopan v enem od mnogih tržaških gričev, Škorklji. Sprva so bili rovi dostopni za prebivalstvo iz štirih vrat naravnost iz ulice Fabio Severo. To je ulica, po kateri je speljan promet iz Slovenije do mestnega središča in ki je znana po vrsti bencinskih črpalk na koncu. Vhodi v zaklonišče so prav za temi črpalkami in so bili v petdesetih letih zazidani. Dva od teh sta še danes zazidana kmalu po vstopu in služita kot skladišče. Glavni vhod je bil proti koncu stoletja spet odprt na pobudo Tržaškega Alpinističnega Kluba CAI, ki je začel na lastne stroške dolgoletno rekonstrukcijo vsega kompleksa. Dela še trajajo, a od leta 2000 dalje so glavni rovi odprti za obisk, seveda v spremstvu izvedencev.

## Zgodovina
Prve rove je dala zgraditi Tržaška občinska uprava pred drugo svetovno vojno za zaklonišča v slučaju letalskega napada. Lokacija je bila izbrana zaradi bližine Tribunala (sodne palače), ki je bil verjetna tarča napadov. Ti rovi, predvideni za začasno zasilno bivanje, so bili opremljeni samo z lesenimi klopmi, toaletami in ambulanto. Danes vodi vanje zadnji od nekdanjih vhodov.
Po 8. septembru 1943 so zasedli Trst Nemci in mesto je postalo prestolnica Jadranskega Primorja (Adriatisches Küstenland), ki je obsegalo Videm, Gorico, Trst, Pulj, Reko in nato še Ljubljano. Vojaški poveljnik enote je bil Ludwig Kübler, na čelu policije in esesovcev pa je bil Odilo Globocnik. Slednji je bil Tržačan po rodu in je mesto dobro poznal, zato je izbral za sedež svojih uradov prav protiletalsko zaklonišče pod Škorkljo. Seveda mu skromni zasilni rovi niso odgovarjali, zato je ustvaril druge, večje in bolje opremljene, za kar je tržaško prebivalstvo izvedelo samo pol stoletja pozneje.
Globocnik je dal izkopati novo serijo rovov, ki - razen glavnega vhoda - ni imela nič skupnega z obstoječim občinskim zavetiščem. Nova struktura je obsegala dolg širok rov, iz katerega vodi enajst odcepov. V velikih sobah na desni strani glavnega rova so bile nameščene čete, v prostorih na levi strani so se nahajala skladišča in kopalnice. Ko je bil nemški kompleks izkopan, je bil povezan na nov vhod in dotedanji prehod po občinskih rovih je bil prekinjen. Skopana sta bila še dva rova: eden je vodil v prostore sodne palače, drugi pa je bil navpičen in je s stopniščem povezoval podzemne prostore s privatnim stanovanjem Globocnika, ki je imel vilo na pobočju Škorklje. Tako je Globocnik lahko brez nevarnosti hodil v svojo pisarno na sodniji. Napisi, izklesani ob današnjem vhodu v kompleks, dajo razumeti, da so bila glavna dela zaključena decembra 1944.

## Kraški pojavi
Dolgi rov, ki gre mimo občinskih rovov do nemškega kompleksa, se v premi črti še nadaljuje v notranjost griča. Verjetno je bilo načrtovano kopanje novih prostorov, a do tega ni prišlo. Rov je ostal neuporabljen in proti koncu nedodelan, se pravi, da ni bil ne obokan ne cementiran. To je privedlo do nepričakovanega rezultata. Umetni izkop je postal prava naravna kraška jama z obilico kapnikov. 

## Danes
Danes je dober del vsega kompleksa obnovljen in možno ga je obiskati. V njem so tri stalne zgodovinske razstave. Prva vsebuje fotografije in opis prvega bombardiranja Trsta. Druga opisuje vojaška in civilna zatočišča v kraških jamah na Posočju. Tretja razstava je posvečena mlinom v dolini Glinščice. Razen teh treh, se občasno organizirajo tudi druge razstave in predavanja, za kar so bili posebej opremljeni prostori s filmskimi projektorji. Že več časa poteka akcija, da se Kleine Berlin prizna kot samostojni muzej.